# 10423 Дайчич
10423 Дайчич (10423 Dajčić) — астероїд головного поясу, відкритий 16 січня 1999 року.
Тіссеранів параметр щодо Юпітера — 3,617.